# 종교 학대
종교 학대 또는 종교적 학대(religious abuse)는 심리적 트라우마를 초래할 수 있는 괴롭힘이나 굴욕을 포함하여 종교를 통해 자행되는 학대이다. 종교 학대에는 성직자 직위 남용과 같이 이기적, 세속적 또는 이념적 목적을 위해 종교를 오용하는 것도 포함될 수 있다.
종교 학대는 종교 지도자나 종교 공동체의 다른 구성원에 의해 영속될 수 있으며, 이는 모든 종교나 신앙에서 발생할 수 있다. 종교 학대의 예로는 학대를 정당화하기 위해 종교적 교리를 이용하는 것, 유해한 엄격한 종교 규칙 및 관행을 강요하는 것, 종교적 규범을 따르지 않는 개인을 수치스럽게 하거나 배척하는 것, 종교적 권위를 사용하여 다른 사람을 조종하거나 통제하는 것, 의료 접근을 거부하는 것 등이 있다. 또는 종교의 이름으로 다른 기본 요구 사항을 충족한다.
종교 학대는 트라우마, 정서적 고통, 신앙 상실, 심지어 신체적 손상까지 포함하여 개인과 지역사회에 심각하고 장기적인 영향을 미칠 수 있다. 개인과 종교 공동체가 종교 학대의 징후를 인식하고 그러한 일이 발생하지 않도록 조치를 취하는 것이 중요하다.

## 같이 보기
- 가톨릭 교회의 성적 학대 사건
- 구마 (종교)
- 강제 개종
- 영아 살해
- 종교 박해
- 종교 2세